# Olympische Sommerspiele 1996/Teilnehmer (Guinea)
| Gelbes Symbol für Goldmedaillen mit stilisierten Olympischen Ringen | Graues Symbol für Silbermedaillen mit stilisierten Olympischen Ringen | Braundes Symbol für Bronzemedaillen mit stilisierten Olympischen Ringen |
| ------------------------------------------------------------------- | --------------------------------------------------------------------- | ----------------------------------------------------------------------- |
| —                                                                   | —                                                                     | —                                                                       |

Guinea nahm bei den Olympischen Sommerspielen 1996 in der US-amerikanischen Metropole Atlanta mit fünf Sportlern, einer Frau und vier Männern, in fünf Wettbewerben in zwei Sportarten teil.
Seit 1968 war es die sechste Teilnahme Guineas bei Olympischen Sommerspielen.

## Flaggenträger
Der Leichtathlet Joseph Loua trug die Flagge Guineas während der Eröffnungsfeier am 19. Juli im Centennial Olympic Stadium.

## Teilnehmer
Jüngstes Mitglied der Mannschaft Guineas war die Leichtathletin Sylla M’Mah Touré mit 17 Jahren und 241 Tagen, der älteste war Robert Loua, der ebenfalls in der Leichtathletik startete, mit 27 Jahren und 207 Tagen.
| Name              | Alter | Geschlecht | Sportart       | Resultat(e)                                      |
| ----------------- | ----- | ---------- | -------------- | ------------------------------------------------ |
| Aboubacar Diallo  | 20    | männlich   | Boxen          | Platz 17 im Leicht-Weltergewicht                 |
| Joseph Loua       | 19    | männlich   | Leichtathletik | Platz 7 im vierten Zwischenlauf über 200 Meter   |
| Robert Loua       | 27    | männlich   | Leichtathletik | Platz 8 im zwölften Vorlauf über 100 Meter       |
| Amadou Sy Savané  | 22    | männlich   | Leichtathletik | Platz 7 im vierten Vorlauf über 400 Meter Hürden |
| Sylla M’Mah Touré | 17    | weiblich   | Leichtathletik | Platz 8 im zweiten Vorlauf über 200 Meter        |